# Marco Kalz
Marco Kalz (* 7. Dezember 1975 in Aachen) ist ein deutscher Erziehungswissenschaftler und Professor für Mediendidaktik an der Pädagogischen Hochschule Heidelberg.

## Biographie
Nach dem Studium der Sonderpädagogik und Germanistik an der Universität zu Köln (Abschluss: 1. Staatsexamen im Jahr 2000) folgte ein Masterstudium der Multimediadidaktik an der Universität Nürnberg-Erlangen (Abschluss im Jahr 2003). Nach Stationen als Wissenschaftlicher Mitarbeiter an der Universität Duisburg-Essen und der Fernuniversität in Hagen folgte 2009 die Promotion an der Open Universiteit Nederland in Educational Technology (Abschluss: Ph.D.) mit einer empirischen Analyse der Nutzung der Latent-Semantischen Analyse zur Approximation von Vorwissen in Portfolios von Lernern. Im Jahr 2015 wurde ihm der UNESCO chair of open education an der Open Universiteit Nederland zuerkannt. Dort forschte er mit einer Forschungsgruppe zu Open Education zu Themen rundum die Öffnung des Bildungssystems mit Hilfe von offenen und digitalen Technologien. Von 2017 bis 2021 war er Präsident der European Association of Technology-Enhanced Learning (EATEL e.V.).
Marco Kalz folgte 2018 einem Ruf an die Pädagogische Hochschule Heidelberg, wo er als Professor für Mediendidaktik arbeitet und den Masterstudiengang E-Learning und Medienbildung leitet. Dort erforscht er mit einem Team von wissenschaftlichen Mitarbeitern und Doktoranden die Nutzung von digitalen Technologien für die Wissenskonstruktion und das lebenslange Lernen. Außerdem ist er Ko-Direktor des Heidelberger Zentrums Bildung für Nachhaltige Entwicklung.